# Curse of the Faceless Man
Curse of the Faceless Man è un film del 1958 diretto da Edward L. Cahn ed interpretato da Richard Anderson, Elaine Edwards, Adele Mara e Luis van Rooten.

## Trama
Durante uno scavo archeologico a Pompei, un operaio scopre uno scrigno contenente dei gioielli e un corpo completamente pietrificato. Il dottor Carlo Fiorillo, direttore del Museo di Pompei, contatta il dottor Paul Mallon per aiutarlo a studiare il corpo. Appena Mallon arriva sul posto, Fiorillo gli rivela di non essere sicuro che il corpo sia effettivamente morto, cosa che Paul deride affermando che è stato ampiamente dimostrato che nessuna creatura vecchia di 2.000 possa essere ancora viva.
Durante il tragitto verso il museo, il corpo riprende vita ed uccide l'autista del camion che lo trasporta. Sul luogo dell'incidente si recano Mallon, Fiorillo, Maria - la figlia di Fiorillo - e il dottor Ricci. Qui vengono raggiunti dal dottor Emanuel, il quale afferma di aver tradotto dall'etrusco l'iscrizione incisa sopra un medaglione di bronzo rinvenuto nello scrigno dei gioielli: si tratterebbe di una sorta di maledizione lanciata da Quintillo Aurelio, l'uomo pietrificato che in qualche modo si è rianimato dopo 2.000 anni.
Quando Paul si reca a casa della fidanzata, Tina Enright, la donna gli mostra il suo ultimo dipinto che afferma di aver realizzato quasi sotto costrizione e che raffigura un uomo misterioso che le sarebbe apparso in sogno. Paul resta impressionato dal fatto il quadro raffiguri proprio Quintillo. 
L'ispettore Rinaldi, che indaga sull'incidente del camion, non tiene in considerazione il fatto che Paul ha rinvenuto tracce del sangue dell'autista sulle mani di Quintillo ed ordina la chiusura del museo finché l'assassino non verrà catturato. Quella notte, Tina si intrufola nel museo per fare uno schizzo di Quintillo. Mentre la donna disegna, l'uomo si alza e cammina verso di lei. Spaventata Tina urla facendo accorrere un guardiano che spara a Quintillo, ma i proiettili non gli causano alcun danno. Tina sviene, Quintillo uccide il guardiano, poi appunta una spilla sulla giacca di Tina. Quando arrivano i soccorsi, Quintillo giace immobile a terra.
Intuito che vi è un qualche legame tra Quintillo e la spilla, Fiorillo decide di fare un esperimento mettendogliela vicino. Quintillo si alza, raccoglie la spilla e poi avanza minaccioso verso Fiorillo, sua figlia e Paul. Per impedirgli di lasciare il museo, Paul lo colpisce con un'ascia senza però fargli un graffio. Quintillo stordisce Paul, sfonda una porta e si dirige verso l'appartamento di Tina. Quando Paul si riprende, tutti si recano di corsa da Tina, trovandola nel seminterrato con Quintillo immobile ai suoi piedi. Quintillo viene riportato al museo e legato per impedirgli di fuggire di nuovo. 
Convinto che Tina sia in qualche modo legata a Quintillo, il dottor Emanuel la conduce alla "Baia del Pescatore Cieco", dove la donna afferma che è il luogo dove la gente di Pompei si è rifugiata cercando di sfuggire all'eruzione del Vesuvio. Il dottor Emanuel poi fa regredire ipnoticamente Tina e fa ascoltare la registrazione a Paul. In stato di ipnosi la donna afferma che, nell'antica Pompei, era un'aristocratica oggetto degli affetti dello schiavo Quintillo e poi rivive il momento dell'eruzione. Paul rimane scettico, ma Emanuel mostra una foto di un'antica scultura di una donna che assomiglia esattamente a Tina. Emanuel informa Paul che la donna della scultura è Lucilla Elena, figlia di un senatore romano che possedeva Quintillo e che lo aveva addestrato per farlo diventare gladiatore. Sempre secondo il professore Quintillo si era innamorato della ragazza e il giorno della distruzione di Pompei doveva essere stato sorpreso dall'eruzione mentre stava recandosi da lei per farle dono di alcuni gioielli che aveva rubato dal Tempio di Iside. Si tratterebbe dunque di un amore che dura da oltre 2.000 anni. Dando poco credito alle affermazioni del professore, Paul decide di lasciare l'Italia insieme a Tina.
Tina, in stato trance, si reca al museo e taglia i legami che trattengono Quintillo. L'uomo attacca poi il dottor Ricci e Paul, giunto sul luogo dopo aver intuito le intenzioni della fidanzata. Quintillo poi porta via Tina con sé. Fiorillo e Maria tornano al museo e soccorrono i due uomini. Appena Paul si riprende, Fiorillo gli rivela che probabilmente Quintillo è stato mantenuto in vita per secoli dalla radioattività del terreno di Pompei. Paul realizza quindi che devono essere stati i raggi X usati per studiarlo ad averlo rivitalizzato.
Convinto di star rivivendo l'eruzione che ha seppellito Pompei nel 79 d.C. Quintillo si dirige con Tina alla Baia del Pescatore Cieco. Intuiti i suoi piani, Paul, gli altri scienziati e la polizia si recano immediatamente sul posto ma non possono fare nulla per fermare l'avanzata di Quintillo. Inaspettatamente però, Quintillo si dissolve nell'acqua di mare. Paul si tuffa in acqua e salva Tina, la quale non riesce a ricordare nulla di quanto è successo.

## Produzione
Il film fu prodotto dalla Vogue Pictures verso la fine del marzo 1958 e girato in sette giorni con un piccolo budget di soli 100.000 dollari. Fu diretto da Edward L. Cahn e prodotto da Robert E. Kent, con Edward Small come produttore esecutivo non accreditato. Il trucco per il personaggio dell'Uomo senza volto fu realizzato da Layne Britton, con Bryant che interpretava Quintillo. Il costume del mostro fu disegnato da Charles Gemora. Il titolo provvisorio del film era The Man Without a Face. Sebbene non accreditato, Vic Perrin ha funto da narratore del film.
I luoghi delle riprese includevano l'Osservatorio Griffith di Los Angeles, utilizzato come set per il Museo di Pompei, e la spiaggia di Portuguese Bend, che rappresentava la Baia del Pescatore Cieco.
La trama del film presenta diverse somiglianze con il film del 1932 della Universal Studios La mummia. Entrambi i film includono una storia d'amore tra i personaggi principali (in questo caso Paul e Tina) ed entrambi i mostri si risvegliano nei tempi moderni per scoprire la reincarnazione dei loro antichi amanti (Tina, di nuovo).

## Distribuzione
Curse of the Faceless Man venne distribuito negli Stati Uniti dalla United Artists nell'agosto del 1958 in doppia programmazione con Il mostro dell'astronave.
Nel Regno Unito uscì nel novembre 1958, ricevendo un certificato X dal British Board of Film Censors, che "permetteva la proiezione del film solo a persone di età superiore ai 16 anni". Il film uscì nelle sale in date non specificate in Brasile e Spagna e anche in Messico, dove fu distribuito dalla Peliculas Bank de Mexico SA.
A quasi 60 anni dalla sua prima uscita, nell'agosto 2016, Curse of the Faceless Man venne trasmesso nuovamente in doppia programmazione con il film britannico del 1967 It! allo storico Balboa Theatre di San Francisco. Esso faceva parte di una serie di film horror serali sponsorizzati dal sito web "The Overlook Theater" e proiettati in vari cinema della Bay Area.

## Legacy
Segmenti di Curse of the Faceless Man sono stati inclusi in It Came from Hollywood, una commedia-documentario che è stata distribuita nelle sale nel 1982; Curse è stato menzionato nel film commedia-horror del 1985 Dead End e il trailer cinematografico statunitense del film è mostrato nel video del 2007 Out of This World Super Shock Show.